# Reserva Santa Ynez
La banda Santa Ynez d'indis de missió chumash és una tribu reconeguda federalment de chumash, un grup d'amerindis de Califòrnia, al comtat de Santa Bàrbara, a Califòrnia. Llur nom per a ells mateixos és Samala.

## Govern
La banda Santa Ynez té la seu a Santa Ynez. Són governats per un consell tribal escollit democràticament de cinc membrs, L'actual cap tribal és Vincent Armenta.

## Reserva
La reserva índia Santa Ynez (34° 36′ 10″ N, 120° 05′ 29″ O / 34.60278°N,120.09139°O) és l'única reserva índia chumash. Té una superfície de 127 acres i fou establida el 27 de desembre de 1901. A començaments de 1979 la tribu va establir un programa d'habitatge i començà a dotar la reserva d'infraestructures.

## Llengua chumash samala
L'últim parlant nadiu de la llengua Samala Chumash, també anomenada Ineseño, va morir el 1965. A partir del 2010, s'ha produït un renaixement de l'orgull i identitat chumash, incloent els esforços per reviure el samala i altres llengües chumash.
A principis de 1900 el lingüista i etnògraf John Peabody Harrington va treballar amb Maria Solares, un dels últims parlants fluids de samala. Va crear els manuscrits que contenen informació sobre el llenguatge, la cultura i les tradicions chumash. Richard Applegate, qui va rebre un doctorat en lingüística de la Universitat de Califòrnia a Berkeley, utilitzà aquests manuscrits en escriure una extensa gramàtica de samala i compilà un diccionari de la llengua, que va ser editat el 2008. Richard Applegate i Nakia Zavalla, el director cultural per a la banda Santa Ynez dels chumash i descendent directe de Maria Solares, han començat un esforç per revitalitzar la llengua. Applegate va començar a ensenyar samala el 2003, i Zavalla ha encapçalat un programa d'aprenentatge de la llengua basat en la immersió. A partir de 2008, Applegate tenia cinc aprenents de la llengua; però cap encara havia aconseguit fluïdesa.
Hi ha disponible un tutorial online de samala chumash.

## Desenvolupament econòmic
La Banda de Santa Ynez és propietària i gestiona el Casino Chumash and Resort, així com el Chumash Cafe, el restaurant The Willows i el bufet Creekside, tot a Santa Ynez, Califòrnia.